# Коровиця-Лісова
Коровиця Лісова (пол. Krowica Lasowa) — село в Польщі, у гміні Любачів Любачівського повіту Підкарпатського воєводства, в історичному Надсянні.
Населення — 224 особи (2011).

## Історія
У 1939 році в селі проживало 800 мешканців, з них 650 українців-грекокатоликів, 100 українців-римокатоликів і 50 євреїв. Село входило до ґміни Лісє Ями Любачівського повіту Львівського воєводства.
У середині вересня 1939 року німці окупували село, однак вже 26 вересня 1939 року мусіли відступити, оскільки за пактом Ріббентропа-Молотова територія належала до радянської зони впливу. 17 січня 1940 р. село включене до Любачівського району Львівської області. В червні 1941, з початком Радянсько-німецької війни, село знову було окуповане німцями. В липні 1944 року радянські війська зайняли село.
У жовтні 1944 року село у складі західних районів Львівської області віддане Польщі, поляки почали терор, грабуючи й убиваючи українців.
8.01.1945 польська міліція вбила 45-річного селянина Брюк Степана.
26.02.1945 польська міліція вбила 17 осіб (поданий поіменний список).
У березні 1945 р. польська міліція вбила двох жінок.
26.04.1945 польська міліція вбила родину Блюсів (3 особи).
28.04.1945 польська поліція вбила селянина Мацелко Григорія і пограбувала господарство.
Більшість українського населення вивезена в СРСР навесні 1945 р., тому інформація про терор неповна — бо не було вже в кого отримати даних.
У липні 1947 р. рештки українського населення — 87 українців депортовані на понімецьку територію Польщі.
У 1975-1998 роках село належало до Перемишльського воєводства.

## Демографія
Демографічна структура станом на 31 березня 2011 року:
|          | Загалом | Допрацездатний вік | Працездатний вік | Постпрацездатний вік |
| -------- | ------- | ------------------ | ---------------- | -------------------- |
| Чоловіки | 117     | 33                 | 73               | 11                   |
| Жінки    | 107     | 28                 | 55               | 24                   |
| Разом    | 224     | 61                 | 128              | 35                   |